# Jørlunde Kirke

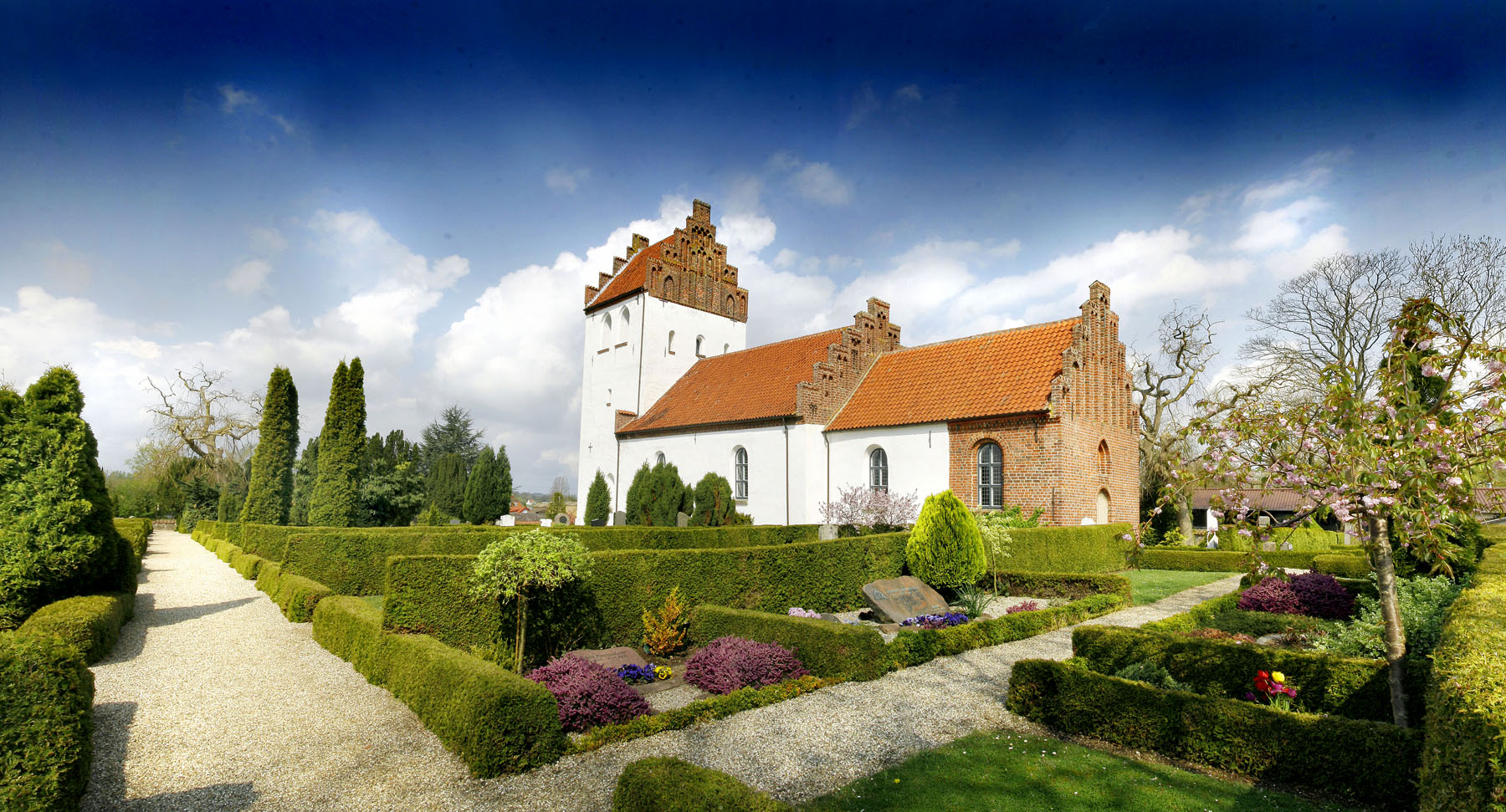
Kirche von Jørlunde

Die evangelisch-lutherische Kirche von Jørlunde (dänisch Jørlunde Kirke) ist eine mittelalterliche Kirche im Kirchspiel Jørlunde Sogn im Norden der dänischen Insel Seeland (Nordsjælland). Die im Auftrag von Skjalm Hvide um das Jahr 1085 erbaute Kirche ist die älteste Kirche auf Seeland und reich mit Fresken aus der Mitte des 12. Jahrhunderts geschmückt.

## Geschichte und Bau
Jørlunde lag in der späten Wikingerzeit als Hauptort der Jørlunde Herre an der wichtigen Handelsroute zwischen Öresund und Roskilde-Fjord und ist durch die Græse Å getrennt von Slangerup. Dort befand sich in der zweiten Hälfte des 11. Jahrhunderts Sven Estridssons Königshof. Adam von Bremen, der Sven dort 1067/68 besuchte, äußerte sich in seiner Gesta Hammaburgensis ecclesiae pontificum lobend über den König und dessen Bemühungen um die Ausbreitung des Christentums.
Jørlunde ist älter als Slangerup und gehörte zu dieser Zeit dem mächtigen Hvide-Geschlecht. Skjalm Hvide nahm an Feldzügen von König Sven teil. Unter dessen Sohn und Nachfolger Erik I. Ejegod war sein Ansehen dann so gewachsen, dass ihm die Erziehung des Thronerben Knud Lavard anvertraut wurde. Wie sein König förderte auch Skjalm Hvide den christlichen Glauben. Sein Vater Toke Trylle hatte sich um 1040 taufen und auf dem Stammsitz Fjenneslev eine Holzkirche errichten lassen.

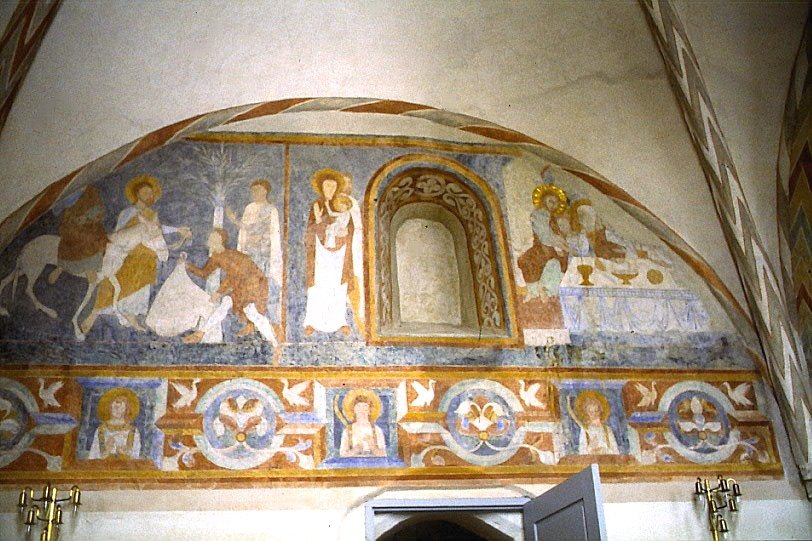
Romanisches Fenster an der Nordwand des Chores; die Maria mit Kind neben dem Fenster ist eine Ergänzung des 19. Jahrhunderts

Auch in Jørlunde gab es um die Mitte des 11. Jahrhunderts eine Holzkirche, dessen Überreste 1964 bei Grabungen in der jetzigen Kirche gefunden wurden. Die Holzkirche war etwa so breit wie die spätere Steinkirche und hatte bereits Glasfenster. Um das Jahr 1085 brannte sie ab und Skjalm Hvide ließ sie durch einen weitgehend erhaltenen Steinbau ersetzen.
Diese Feldsteinkirche bestand aus einem Kirchenschiff mit Chor und halbrunder Apsis und war wahrscheinlich weiß verputzt. Durch die natürlichen Bodenbeschaffenheit des Hügels, auf dem die Kirche gebaut ist, liegt der Chor, in dem sich der Altar befindet, höher als das Kirchenschiff. Trotz etlicher Umbauten und Vergrößerungen hat sich ein romanisches Fenster im Chor erhalten. Die Kirche war ursprünglich flachgedeckt und wurde kurz nach ihrer Erbauungszeit ausgemalt.

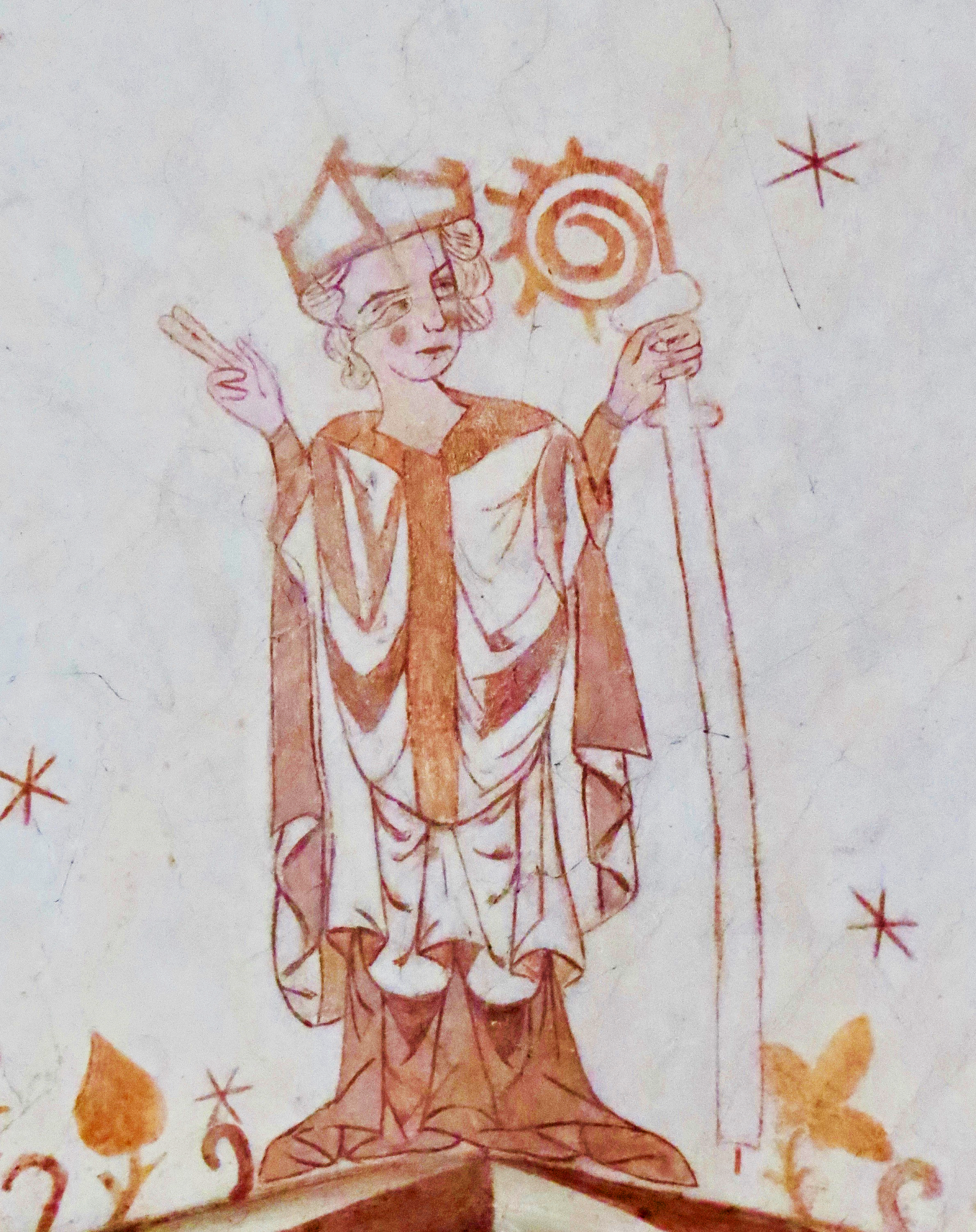
Bischof

Die ursprünglich als Eigenkirche des Landbesitzers errichtete Kirche ging bald in den Besitz des Bistums Roskilde über, möglicherweise im Zusammenhang mit der Ernennung von Skjalms Enkel Absalon zum Bischof 1158. Eine Bischofsfigur in der Ausmalung des Gewölbes aus der Mitte des 14. Jahrhunderts weist auf diese Zusammenhänge hin.
Relativ bald nach der Erbauung fanden die ersten Umbauten und Erweiterungen statt: Im 13. Jahrhundert wurde der untere Teil des Turms aus Quadersteinen errichtet. Um 1300 fiel die Apsis mit einem Teil der Ausmalung einer Erweiterung des Chores im gotischen Stil zum Opfer. Früher als in den meisten anderen Dorfkirchen wurden dann in der Mitte 14. Jahrhundert Gewölbe in Chor und Schiff eingezogen und ausgemalt. Zur selben Zeit wurden das Waffenhaus mit Treppengiebel vor dem Eingang an der Nordwand des Schiffs und die Sakristei nördlich am Chor angebaut. Das südliche Portal wurde zugemauert und die Fenster vergrößert. Auf dem bis dahin mit Ziegelsteinen bedeckten Fußboden legte man kostbare glasierte grüne Kacheln mit einem Muster aus Löwen und Greifen aus. Auch der Turm wurde auf die jetzige Höhe gebracht. Alle diese Erweiterungen wurden mit Backstein ausgeführt.
Nach der Reformation wurde der Schlossherr von Frederiksborg Kirchenpatron. In dieser Eigenschaft ließ Otto von Pogwisch die Kirche 1625 renovieren, woran eine Tafel erinnert. Was die Renovierung umfasste, ist nicht bekannt. Vierzig Jahre später wurden die Wände mit Strebepfeilern gesichert.
1864 fand eine große Renovierung statt, bei der die romanischen Fresken wiederentdeckt und teilweise ergänzt wurden. Die Strebepfeiler wurden wieder entfernt. 1887 entdeckte der damalige Pastor unter bröselndem Putz im Gewölbe gotische Fresken. Der Archäologe und Architekturmaler Jacob Kornerup (1825–1913) renovierte diese Kalkmalereien 1890.
Eine erste Orgel wurde 1900 angeschafft.
Die Renovierung 1963–65 war mit Ausgrabungen verbunden, bei denen die Pfostenlöcher der Holzkirche, Reste mittelalterlicher Verglasung und die Fliesen aufgefunden wurden. Die gesamte Kirche und ihre Ausstattung erhielt eine hellere Fassung, um die romanischen Fresken besser zur Geltung zu bringen. Einige Fresken, die man bis dahin noch nicht kannte, wurden abgenommen und ins Museum auf Burg Spøttrup gebracht.

## Ausstattung
Das älteste Ausstattungsstück ist der Granittaufstein aus der Erbauungszeit. Die schlichte Kanzel stammt aus dem 19. Jahrhundert.
Das Altarretabel von 1613 wurde von König Christian IV. gestiftet und trägt sein Wappen und das seiner im Jahr zuvor verstorbenen Frau Anna Katharina von Brandenburg. Das Mittelbild zeigt die Kreuzigung, das kleinere Bild darüber die Auferstehung, begleitet von den lateinischen Bibeltexten Röm 4,25  und 1 Petr 2,24 . Der geschnitzte und bunt bemalte Rahmen zeigt durch üppige Frauenhalbfiguren symbolisierte Tugenden, Engel und klein im Giebel Gottvater in einer Wolke.

## Kalkmalereien
Die Jørlunde Kirke ist nicht die einzige Kirche, die von Mitgliedern des Hvide-Geschlechts erbaut und ausgestattet wurde. In vielen dieser Kirchen haben sich noch Fresken aus dem 12. Jahrhundert erhalten, die sich aufgrund stilistischer Ähnlichkeiten der Jørlunde- oder Hvidegeschlechts-Werkstatt zugeschrieben werden. Die auf etwa 1150 datierten romanischen Fresken waren vermutlich spätestens beim Einzug des Gewölbes in der Mitte des 14. Jahrhunderts übertüncht worden. 1864 wiedergefunden, wurden sie nach der damaligen Art der Renovierung großzügig ergänzt, so dass nicht mehr überall die ursprünglichen Szenen zu erkennen ist. Die Fresken sind zudem teilweise durch das Gewölbe verdeckt. Im Ganzen ist das Bildprogramm aber noch deutlich zu erkennen. Im Chorbogen befindet sich das Lamm Gottes gerahmt von zwei Engeln.
Die Handlung beginnt links vom Chorbogen an der Ostwand des Kirchenschiffs mit zwei Szenen: Oben ist die Auferweckung des Lazarus (Joh 11 ) dargestellt. Darunter findet sich eine  Mahlszene, bei der nicht ganz eindeutig ist, ob es sich um die Hochzeit zu Kana (Joh 2,1–12 ) oder – im Kontext passender – um die Fußwaschung handelt. Christus’ Kopf ist in beiden Szenen von einem Heiligenschein aus Stuck umgeben.
An der Nordseite im ersten Joch des Chores folgen Szenen aus der Passionsgeschichte, beginnend direkt neben dem Chorbogen mit dem Einzug in Jerusalem am Palmsonntag. Die darauf folgenden Gestalt einer Maria mit Jesuskind ist eine Ergänzung des 19. Jahrhunderts und verdankt sich einer Fehldeutung einiger nur fragmentarisch erhaltenen Zuschauer als heilige Familie, denn bei der Auffindung war nur der untere Teil des Freskos noch erhalten. Hinter einem (zugemauerten) Fenster mit ausgemalter Laibung ist das letzte Abendmahl dargestellt, teilweise abgeschnitten durch das Gewölbe. Unter diesen beiden Szenen befindet sich ein Fries mit stilisierten Vögeln und Pflanzen und drei an byzantinische Ikonen erinnernden Heiligenbüsten in perspektivisch gemalten Rahmen. Die Ausmalung des restlichen Chores ist nicht erhalten. An der Südseite des Chorbogens finden sich zwei weitere Szenen: Jesu Gefangennahme im Garten Getsemane mit Judaskuss und die Kreuzigung.
Zu den 1964 entfernten Fresken gehört eine fragmentarische Darstellung der Versuchung Jesu an der dem Chor zugewandten Westseite des Chorbogenwand. Im nicht mehr vorhandenen Apsisgewölbe befand sich vermutlich wie in der ebenfalls von Mitgliedern der Hvide-Familie gebauten Tveje Merløse Kirke eine Majestas Domini.

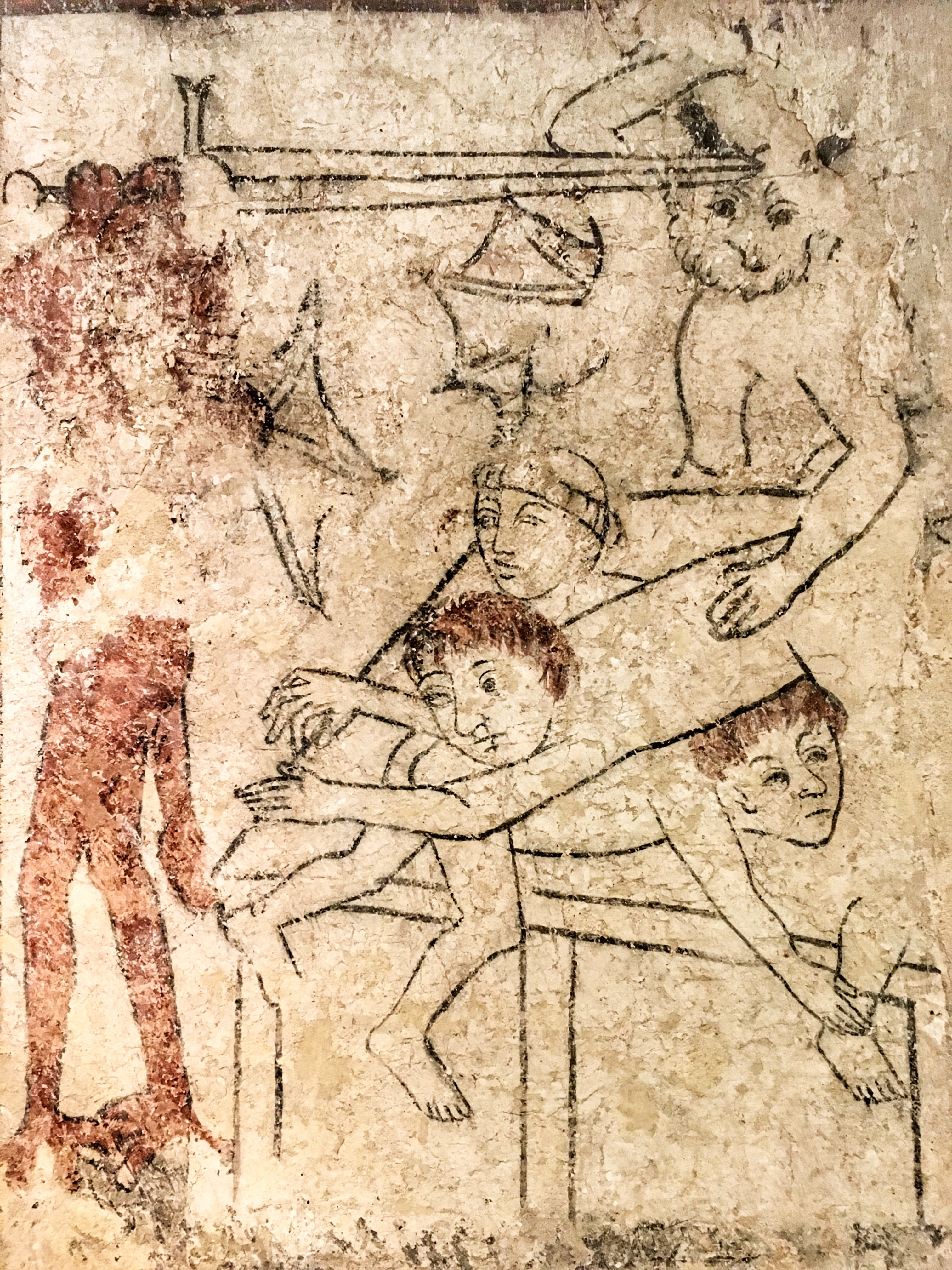
Fragment einer Gerichtsszene (1510) im Nationalmuseum

Das im 14. Jahrhundert eingezogene Gewölbe wurde ebenfalls ausgemalt. Erhalten sind die farbigen Bemalungen der Gewölberippen und der mit Gesichtern versehenen Konsolen kurz nach der Fertigstellung der Gewölbe. In diesen Zeitrahmung ist auch der Bischof zu rechnen. Ob es sich um einen Heiligen handelt, ist fraglich, da er keinen Heiligenschein hat. Von der Ausmalung der Westwand von 1510 mit drastischen Szenen des Jüngsten Gerichts, in denen die Strafen jeweils im Kontext der Sünden stehen, sowie der Gestalt des Petrus am Himmeltor sind nur Fragmente erhalten, die teilweise 1964 abgenommen wurden und im Nationalmuseum in Kopenhagen ausgestellt sind.

## Orgel
Die Orgel wurde von den Architekten Inger und Johannes Exner entworfen und 2009 von der Orgelbaufirma Frobenius Orgelbyggeri erbaut. Sie verfügt über 24 Register sowie 1360 Orgelpfeifen, die mit einer Länge von bis zu fünf Metern die längsten Pfeifen sind, die jemals in einer dänischen Dorfkirche eingebaut wurden. Die Disposition und klangliche Gestaltung wurde durch den Komponisten Frederik Magle erstellt.
| I Hauptwerk |               |       |
| 1.          | Gedakt        | 16′   |
| 2.          | Principal     | 8′    |
| 3.          | Traversfløjte | 8′    |
| 4.          | Tectus        | 8′    |
| 5.          | Oktav         | 4′    |
| 6.          | Fløjte        | 4′    |
| 7.          | Oktav         | 2′    |
| 8.          | Mixtur IV     | 1 ⁄3′ |
| 9.          | Trompet       | 8′    |

| II Schwellwerk |                      |       |
| 10.            | Rørfløjte            | 8′    |
| 11.            | Fugara               | 8′    |
| 12.            | Vox Angelica (ab c°) | 8′    |
| 13.            | Gemshorn             | 4′    |
| 14.            | Schweizerfløjte      | 2′    |
| 15.            | Nasat                | 1 ⁄3′ |
| 16.            | Aetheria-Cornet IV   | 4′    |
| 17.            | Obo                  | 8′    |
|                | Tremulant            |       |

| Pedal |                         |     |
| 18.   | Subbas                  | 16′ |
| 19.   | Principalbass (= Nr. 2) | 8′  |
| 20.   | Bordun (aus Nr. 18)     | 8′  |
| 21.   | Oktav (= Nr. 5)         | 4′  |
| 22.   | Fløjte (= Nr. 6)        | 4′  |
| 23.   | Basun (volle Länge)     | 16′ |
| 24.   | Trompet (aus Nr. 23)'   | 8′  |

- Koppeln: II/I, I/P, II/P.

| Mixtur IV 1 ⁄3′ |    |   |    |   |       |   |    |   |       |   |    |   |      |   |      |
| C:              |    |   |    |   |       |   |    |   | 1 ⁄3′ | + | 1′ | + | 2⁄3′ | + | 1⁄2′ |
| c0:             |    |   |    |   |       |   | 2′ | + | 1 ⁄3′ | + | 1′ | + | 2⁄3′ |   |      |
| c1:             |    |   |    |   | 2 ⁄3′ | + | 2′ | + | 1 ⁄3′ | + | 1′ |   |      |   |      |
| c2:             |    |   | 4′ | + | 2 ⁄3′ | + | 2′ | + | 1 ⁄3′ |   |    |   |      |   |      |
| c3:             | 4′ | + | 4′ | + | 2 ⁄3′ | + | 2′ |   |       |   |    |   |      |   |      |

| Aetheria-Cornet IV 4′ |    |   |        |   |       |   |    |   |        |  |  |  |  |
| C:                    | 4′ | + |        |   | 2 ⁄3′ | + | 2′ | + | 1 3⁄5′ |  |  |  |  |
| c3:                   | 4′ | + | 3 1⁄5′ | + | 2 ⁄3′ | + | 2′ |   |        |  |  |  |  |